# Exarcat apostòlic d'Alemanya i Escandinàvia
L'Exarcat apostòlic d'Alemanya i Escandinàvia (alemany: Apostolische Exarchat Deutschland und Skandinavien, llatí: Exarchatus Apostolicus Germaniae et Scandiae) és una seu de l'Església ucraïnesa, immediatament subjecta a la Santa Seu. Al 2014 tenia 40.700 batejats. Actualment és regida per l'exarca Petro Kryk.

## Territori
L'exarcat apostòlic s'estén a tots els fidels de l'església greco-catòlica ucraïnesa a Alemanya, Dinamarca, Suècia, Noruega i Finlàndia.
La seu episcopal és la ciutat de Múnic, on es troba la catedral de Santíssima Verge Maria i Sant Andreu apòstol.
El territori està dividit en 16 parròquies.

## Història
L'exarcat apostòlic va ser erigit el 17 d'abril de 1959 mitjançant la butlla Cumobimmane del Papa Joan XXIII.

## Cronologia dels exarques
- Platon Volodyslav Kornyljak † (17 d'abril de 1959 - 16 de desembre de 1996 jubilat)
  - Sede vacante (1996-2000)
- Piotr Kryk, des del 20 de novembre de 2000

## Estadístiques
A finals del 2014, la diòcesi tenia 40.700 batejats.
| any  | població | població | població | sacerdots | sacerdots       | sacerdots       | sacerdots             | diaques | religiosos | religiosos | parròquies |
| ---- | -------- | -------- | -------- | --------- | --------------- | --------------- | --------------------- | ------- | ---------- | ---------- | ---------- |
| any  | batejats | total    | %        | total     | clergat secular | clergat regular | batejats por sacerdot | diaques | homes      | dones      |            |
| 1969 | 32.000   | ?        | ?        | 23        | 23              |                 | 1.391                 |         |            | 13         | 19         |
| 1980 | 28.960   | ?        | ?        | 24        | 21              | 3               | 1.206                 | 2       | 5          | 15         | 20         |
| 1990 | 26.541   | ?        | ?        | 33        | 28              | 5               | 804                   | 1       | 5          | 17         | 25         |
| 1999 | 38.000   | ?        | ?        | 25        | 21              | 4               | 1.520                 | 3       | 4          | 18         | 19         |
| 2000 | 43.000   | ?        | ?        | 24        | 19              | 5               | 1.791                 | 3       | 5          | 15         | 19         |
| 2001 | 40.000   | ?        | ?        | 23        | 19              | 4               | 1.739                 | 3       | 4          | 18         | 19         |
| 2002 | 63.000   | ?        | ?        | 21        | 16              | 5               | 3.000                 | 2       | 5          | 18         | 21         |
| 2003 | 65.200   | ?        | ?        | 27        | 25              | 2               | 2.414                 |         | 2          | 18         | 22         |
| 2004 | 80.000   | ?        | ?        | 30        | 28              | 2               | 2.667                 | 2       | 2          | 18         | 21         |
| 2009 | 30.320   | ?        | ?        | 34        | 24              | 10              | 891                   | 1       | 20         |            | 19         |
| 2010 | 44.520   | ?        | ?        | 32        | 22              | 10              | 1.391                 | 1       | 18         |            | 18         |
| 2014 | 40.700   | ?        | ?        | 24        | 24              |                 | 1.696                 | 1       | 8          |            | 16         |